# Beck Bennett
Beck Bennett (Wilmette, 1º ottobre 1984) è un attore e comico statunitense.

## Biografia
Bennett nacque a Wilmette (Illinois) da Sarah e Andy Bennett. Da piccolo si esibiva in diversi spettacoli al Children's Theatre di Winnetka. Si diplomò alla New Trier High School nel 2003, dove ha interpretato Jean Valjean nella produzione scolastica de I miserabili. Beck frequentò la USC School of Dramatic Arts nel programma B.F.A. Acting.

## Carriera
Nel 2003, Bennett si unì al gruppo di sketch Commedus Interruptus insieme a Kyle Mooney e Nick Rutherford. Nel 2007, dopo la laurea, Mooney, Rutherford e Bennett si unirono al regista Dave McCary formando il gruppo di sketch Good Neighbor, ricevendo elogi dal comico Louis C.K. e dal regista Steven Spielberg, che inviò a Mooney, Bennett, Rutherford e McCary un riconoscimento personale dopo essere rimasto colpito dalla parodia di Hook - Capitan Uncino, Unbelievable Dinner, complimentandosi e incoraggiando il gruppo a continuare a fare film divertenti.
Nel 2011, Bennett creò il talk show politico satirico Fresh Perspectives, che gli permise di atterrare su AT&T intervistando i bambini.
Nel 2012, apparve nel film Kill Me Now e Beside Still Waters di Chris Lowell.
Nel marzo 2013, Bennett apparve in un episodio di L'uomo di casa e interpretò un personaggio della serie televisiva Axe Cop. Quello stesso anno Good Neighbor produsse un pilot per Comedy Central con la società di produzione di Adam McKay e Gary Sánchez, ma la serie non andò mai in onda a causa del trasferimento di tre dei quattro membri della troupe a New York per recitare in Saturday Night Live, e lo stesso anno Bennett completò il lavoro sul film indipendente Balls Out e apparve nella quarta stagione di Arrested Development - Ti presento i miei.
Bennett ha doppiato Jet McQuack nel reboot di DuckTales.

### Saturday Night Live
Bennett debuttò nel programma Saturday Night Live il 28 settembre 2013 e nel 2015 ha partecipato alla 41ª stagione del programma.
Le sue imitazioni più famose includono Ashley Parker Angel, Javier Bardem, Bill Belichick, Wolf Blitzer, Jeb Bush, Drew Carey, Bill Clinton, Harry Connick Jr., Bing Crosby, Ted Cruz, Guillermo del Toro, Jim Gilmore, Roger Goodell, Mark Halperin, Philip Seymour Hoffman, Paul Hollywood, Matt Iseman, Ronny Jackson, Elton John, Brian Kilmeade, Steve Kroft, Howie Long, Al Michaels, Mitch McConnell, Jim Nantz, Kevin O'Leary, Nick Offerman, Mike Pence, Vladimir Putin, Jake Tapper, Malcolm Turnbull, George Zimmer, Casey, co-conduttore di Inside SoCal, Richard Patterson (aka "Baby Boss"), un dirigente d'affari di successo che ha il corpo e i movimenti goffi di un bambino e Jack Trask, ospite di Action 9 News at Five.

## Vita personale
Il 13 maggio 2016, Bennett pubblicò su Instagram una foto di se stesso con la sua ragazza Jessy Hodges, affermando che la coppia festeggiava cinque anni di fidanzamento. La coppia si sposò il 25 agosto 2018. È stato amico del membro del cast di Saturday Night Live Kyle Mooney da quando erano studenti alla University of Southern California.

## Filmografia

### Cinema
- Kill Me Now, regia di Germano Lanzoni (2012)
- Beside Still Waters, regia di Chris Lowell (2013)
- Balls Out, regia di Andrew Disney (2014)
- The Party is Over, regia di Germano Lanzoni (2015)
- Zoolander 2, regia di Ben Stiller (2016)
- Dean, regia di Demetri Martin (2016)
- Sing, regia di Garth Jennings (2016)
- The Late Bloomer, regia di Kevin Pollak (2016)
- Brigsby Bear, regia di Dave McCary (2017)
- The Unicorn, regia di Robert Schwartzman (2018)
- Greener Grass, regia di Jocelyn DeBoer e Dawn Luebbe (2019)
- Unfrosted - Storia di uno snack americano (Unfrosted), regia di Jerry Seinfeld (2024)
- Superman, regia di James Gunn (2025)

### Televisione
- L'uomo di casa, 1 episodio (2013)
- Arrested Development - Ti presento i miei, 1 episodio (2013)
- Axe Cop, 1 episodio (2013)
- Lucas Bros. Moving Co., 1 episodio (2013) - voce
- Saturday Night Live (2013)
- Big Time in Hollywood, FL, 1 episodio (2015)
- Master of None, 1 episodio (2017) - voce
- Comrade Detective, 2 episodi (2017)
- Ghosted, 1 episodio (2017)
- DuckTales, 7 episodi (2017-2021) - voce
- M.O.D.O.K., 6 episodi (2021) - voce
- Rick and Morty, episodio 7x01 (2023)

## Doppiatori italiani
Nelle versioni in italiano delle opere in cui ha recitato, Beck Bennett è stato doppiato da:
- Alessandro Quarta in Superman

Da doppiatore è sostituito da
- Gerolamo Alchieri in Rick and Morty
- Andrea Mete in Sing
- Francesco Pezzulli in Fixed - Un'ultima avventura